# Circondario di San
Il circondario di San è un circondario del Mali facente parte della regione di Ségou. Il capoluogo è San.

## Geografia antropica

### Suddivisioni amministrative
Il circondario di San è suddiviso in 25 comuni:
- Baramandougou
- Dah
- Diakourouna
- Diéli
- Djéguena
- Fion
- Kaniegué
- Karaba
- Kassorola
- Kava
- Moribala
- N'Goa
- N'Torosso

- Niamana
- Niasso
- Ouolon
- San
- Siadougou
- Somo
- Sourountouna
- Sy
- Téné
- Teneni
- Tourakolomba
- Waki